# Mads Pieler Kolding
Mads Pieler Kolding (Holbæk, 27 de enero de 1988) es un deportista danés que compite en bádminton, en las modalidades de dobles y dobles mixto.
Ganó seis medallas en el Campeonato Europeo de Bádminton entre los años 2012 y 2018.

## Palmarés internacional
| Campeonato Europeo | Campeonato Europeo         | Campeonato Europeo | Campeonato Europeo |
| Año                | Lugar                      | Medalla            | Prueba             |
| ------------------ | -------------------------- | ------------------ | ------------------ |
| 2012               | Karlskrona (Suecia)        | Medalla de plata   | Dobles mixto       |
| 2014               | Kazán (Rusia)              | Medalla de plata   | Dobles             |
| 2014               | Kazán (Rusia)              | Medalla de plata   | Dobles mixto       |
| 2016               | La Roche-sur-Yon (Francia) | Medalla de oro     | Dobles             |
| 2017               | Kolding (Dinamarca)        | Medalla de plata   | Dobles             |
| 2018               | Huelva (España)            | Medalla de plata   | Dobles             |